# Hasselfly
Hasselfly (Colocasia coryli) är en fjäril i familjen nattflyn som förekommer i Europa och vidare österut till Bajkalsjön. Fjärilen har en gråbrunaktig färg och en vingbredd på 32-36 millimeter. Dess habitat är lövskog eller blandskog. Larven är hårig och livnär sig på blad av olika lövträd och buskar, däribland hassel.

## Kännetecken
Hasselfly har en vingbredd på 32-36 millimeter. Framvingarna är gråbrunaktiga. Det finns mörkare och ljusare individer. Den inre delen på framvingen är mer brunaktig med mörka svarta teckningar medan den yttre halvan av framvingen är ljusare och mer gråaktig.

## Levnadssätt
Hasselfly genomgår fullständig förvandling med de fyra utvecklingsstadierna ägg, larv, puppa och imago. Flygtiden är maj till juni. I sydligare delar av utbredningsområdet kan en andra generation flyga från slutet av juli till september. Efter att honorna parat sig lägger de ägg som kläcks till larver omkring början av juli. Larven äter blad från flera olika lövträd, förutom från hassel även bland annat från björk. Förpuppningen sker i en glest spunnen kokong på marken, nära trädstammens bas. Puppan övervintrar skyddad under exempelvis nedfallna löv och de fullbildade fjärilarna kommer fram i maj nästa vår.